# Mont-Dauphin
Mont-Dauphin (in occitano Montdaufin) è un comune francese di 150 abitanti situato nel dipartimento delle Alte Alpi della regione della Provenza-Alpi-Costa Azzurra.

## Geografia
Mont-Dauphin sorge su un pianoro roccioso che domina la confluenza del Guil nella Durance. È situato a 18,2 km a nord di Embrun.
La presenza nel suo territorio dell'omonimo forte, progettato dal Vauban, gli ha valso nel 2008 la classificazione di Patrimonio dell'umanità da parte dell'UNESCO.

## Etimologia
Il toponimo fa riferimento al Gran Delfino, il figlio prediletto di Luigi XIV di Francia.
Nel 1793 fu ribattezzata Mont-Lyon. Il toponimo originale verrà ripristinato nel 1814.

## Storia
In seguito all'invasione savoiarda del Delfinato dell'estate 1692, Luigi XIV ordinò a Vauban di recarsi in loco per scegliere un sito idoneo per erigere una fortezza lungo la frontiera alpina. Il progetto fu approvato il 4 marzo 1693 e poco dopo iniziarono i lavori di costruzione. Nel 1700 le opere principali erano già completate.
Dopo la conquista della Savoia e campagna d'Italia di Napoleone Bonaparte, la guarnigione di Mont-Dauphin iniziò ad essere progressivamente ridotta.
Durante la seconda guerra mondiale fu bombardata dagli italiani il 22 giugno 1940.
Nel dicembre 1965 la fortezza fu declassata e il 18 ottobre 1966 l'insieme delle strutture militari fu chiarato monumento storico.
Il 7 luglio 2008 l'UNESCO ha classificato Mont-Dauphin patrimonio dell'umanità assieme ad altre undici fortificazioni di Vauban.

## Monumenti e luoghi d'interesse
- Forte di Mont-Dauphin
- Chiesa di San Luigi, costruita nei primi anni del XIX secolo, non fu mai ultimata ed è composta solamente dal coro e dal transetto.

## Società

### Evoluzione demografica
Abitanti censiti